# Incendio de la discoteca Factory
La tragedia de la discoteca Factory fue un suceso trágico ocurrido en las inmediaciones de una discoteca ubicada al sur de la ciudad de Quito, Ecuador, el 19 de abril de 2008. En las instalaciones de la discoteca se realizaba un festival de Rock gótico, se produjo un incendio en su interior, 19 personas murieron y otras tantas resultaron heridas.

## El galpón Factory
En la avenida Maldonado, arteria vehicular principal en el Sur del Distrito Metropolitano de Quito, se encontraban abandonado algunos galpones, con el acrecentamiento de la población sobre todo en el sur de la ciudad estas estructuras se reutilizaron en otras acciones diferentes a las que fueron creadas, así por ejemplo, la infraestructura de la empresa Cablec, ubicada en la Maldonado y calle Quimiag, fue reutilizada para adecuar el centro de Mayoristas y Negocias Andino. En la misma ruta el espacio deportivo de la empresa Ecasa y de los moradores del sector ahora es un amplio centro automotor.
En este sentido en la avenida Maldonado n.º 1500 a la altura del colegio 5 de junio se encontraba abandonado un galpón que servía como instancia para acopiar cerveza, agua e incluso autos. Su armazón estaba constituida por materiales metálicos, como la varilla, el zinc y lata, esta última fungía de pared. Para el año 2006, se inicia un proceso de compatibilidad de uso de suelo para el galpón, es decir, se cambia de actividad a: bar, discoteca restaurante, cafetería, café concierto y otras alternativas.

## Discoteca Factory
La discoteca Factory inició sus funciones en el mes de abril del año 2007, y funcionó en un galpón de depósito de cerveza, perteneciente a la marca comercial Biela, ubicado en el sur de la ciudad de Quito a 300 metros de El Recreo, en la avenida Maldonado. En un espacio de aproximadamente 800 metros cuadrados se adecuaron y remodelaron las instalaciones con la finalidad de convertirla en un centro de entretenimiento nocturno, sin embargo las adecuaciones realizadas en el local no cumplían con las normas de funcionamiento de discotecas. Entre otros problemas, las instalaciones fueron construidas de latón, teniendo en su interior gran cantidad de material inflamable (esponjas destinadas a mejorar la acústica del local). La discoteca tampoco tenía seguridades, únicamente contaba con dos puertas: la principal (de tres metros de ancho) y la secundaria -salida de emergencia- que medía apenas 1,5 metros de ancho y quedaba cerca de unas baterías sanitarias. 

## Sucesos
El 19 de abril de 2008, en horas de la tarde, se iniciaba el concierto de rock gótico Ultratumba 2008. Participaban bandas de amplia trayectoria musical como Vendimia, Zelestial, Empírica y Lamento. Unas 300 personas aproximadamente se habían dado cita en el lugar, así como un grupo reducido de adolescentes quienes ingresarían a un matiné con DJ y mezclas en vivo realizado en el mismo local.
A las 16h00, la banda de rock gótico Vendimia inició su repertorio con una representación teatral, incluyendo un espectáculo de fuego característico de la banda. Media hora más tarde, uno de los integrantes de esta banda lanza una llamarada que chocaba contra una viga de hierro, se desvió y quemó la esponja del techo, iniciando así el incendio de la discoteca.
Según testimonios de personas que se encontraban en el concierto, una persona pidió que se detenga el espectáculo, al ver que una llama encendía el techo de la discoteca, de donde se desprendían gotas de material inflamable. Los asistentes iniciaron una precipitada carrera hacia las puertas de salida, causando la saturación de la única salida del local, la puerta grande, ya que la de emergencia estaba cerrada con candados.
El local se llenó de humo de color negro lo cual favorecía a la confusión de los asistentes al concierto. Quienes salieron antes del local intentaron romper las paredes de latón de la discoteca con piedras, con escaso resultado. En esos momentos ya descansaban sobre los pisos de lo que fuera la discoteca Factory, los cuerpos de 13 personas que fallecieron calcinadas en el acto, incluyendo a todos los integrantes del grupo de rock gótico Zelestial, quienes iban a presentarse a continuación del grupo Vendimia: los esposos Paola Flachier y Pablo Bernal, Mauricio Machado, Claudia Noboa y Andrés Rivadeneira. La banda de rock gótico Zelestial se convirtió en el emblema de la tragedia de la discoteca Factory. En ese evento iba a ser galardonada como banda pionera y banda más representativa del género gótico del Ecuador.
El saldo de la tragedia fue de 19 muertos y 24 heridos, incluyendo seis personas que fallecieron en los distintos hospitales de la capital de la República a donde fueron llevados de emergencia.

## Víctimas Fallecidas
| - Claudia Noboa - Mauricio Machado España - Pablo Bernal - Paola Flachier - Paúl Calderón - José Barragán Terán - William Valenzuela Pilatasig | - José Luis Trujillo - Diego Subía - César Corral Santamaría - Diego Freire Cruz - Juan Carlos Cárdenas - Andrés Ribadeneira Santacruz | - Cristian Porate - Marco Condo - Julio César Chipantasig - Bolívar Alarcón - Danilo Lara - Fidel Calderón |

## ElUltratumbay su enfoque mediático
En el flagelo ocurrido en el evento Ultratumba 2008, se abordaron desde debates “que giraban en torno a la causa del incendio, los/as culpables del desastre, el rock, el satanismo gótico, la irresponsabilidad de los/as jóvenes rockeros/as, etc…” Desde esta perspectiva, Vásquez (2011) sostiene, que  la cobertura de los periódicos Diario El Comercio y Diario Hoy al día siguiente del incendio, giraron sobre crónicas e imágenes correspondientes al lugar del flagelo, para el autor, ambos medios de comunicación enfatizan en sus titulares el trágico acontecimiento en relación con el número de muertos. Para Ilustrar en las ediciones de los citados diarios del 21 de abril de 2008 se plantea como titulares: Diario Hoy -Incendio en discoteca deja más de quince muertos- y Diario El Comercio -Quince muertos tras incendio en discoteca-.
Desde otra perspectiva en determinados medios de comunicación, como el diario Extra el manejo de la imágenes (fotografías de los cuerpos calcinados) y el dolor de los padres fue manejado según Carmigniani & Zurita (2011) para crear espectáculo, alimentar el morbo de la gente y crear títulos déspotas y burlesco sobre lo sucedido. Para ejemplificar en sus ediciones impresas del día lunes 21 de abril de 2008, sus titulares decían: ¡Roquero murió “con las botas puestas”!, ¡Tres días de luto por calcinados de “Ultratumba”!. De acuerdo con las autoras Carmigniani & Zurita el diario, estigmatizó a los roqueros, góticos y los asumió como culpables de lo sucedido, de ahí que parte del texto de aquella edición decía; “Los cuerpos irreconocibles de los roqueros terminaron como los personajes de alguna de las canciones que ellos solían escuchar” (Carmigniani & Zurita, 2011, pág. 53). Sin duda este medio de comunicación encarnó el prejuicio que circunda a los seguidores del rock, claro está la fuerte carga moralista de pensar que las prácticas de los “otros” son malas, satánicas y peligrosas.
De acuerdo con Vásquez (2011), mediante la información difundida por los periódicos tratando de reconstruir los hechos aparentemente el debate sobre espacio público, políticas públicas, diversidad, identidades emergentes parecía tomar fuerza y llamar la atención de los medios de comunicación impresos, empero la permanente asistencia a las mismas fuentes de información (jefe de bomberos, administrador del sur y padres de los fallecidos) mermo dicho discusión y el trato que recibió es lo que Mauro Wolf (1991, citado en Vásquez, 2011) denomina característica de la noticialidad, es decir, posteriormente emergen una serie de noticias, tales como normas de planificación territorial para asignar autorizaciones, permisos de funcionamiento, etc., que buscan responder a la perspectiva práctica con que los medios tratan los acontecimientos.
Desde otra perspectiva en determinados medios televisivos, para Vásquez (2011) se dio paso a espacios de opinión y debate sobre la cultura rock “vinculando al diálogo a representantes de círculos académicos, militantes del movimiento gótico y roquero, representantes de círculo religiosos y agentes del municipio” (pág. 178). En este mismo sistema de comunicación antagónicamente Cuzme (2008) sostiene, el prejuicio se manifiesta en el ataque a la comunidad roquera y metalera, un ejemplo de esto se mostró en el programa La Televisión y en el canal TC Televisión. Para ejemplificar: Fernando Elhers sostuvo: Palabras de muerte arrastran muerte, esto en relación con el nombre del evento (Ultratumba); y en TC se vinculó el flagelo como algo que solo podría pasar a los roqueros y su adoración a la muerte.
Finalmente los medios de comunicación tanto escritos como televisivos suscribieron su rol en construir un responsable, laudo que buscó a varios individuos, entre estos los organizadores, el sujeto que lanzó la bengala, los propietarios del local, la autoridad que no inspecciono, los imprudentes roqueros. Este hecho imposibilitó en palabras de Vásquez (2011) “un tratamiento profundo a partir del caso Factory (aunque desde mucho antes esta apertura es indispensable) acarreaba la posibilidad de reconocer tendencias contrahegemónicas en medios de intentan reflejar con mayor eficiencia nuestra sociedad” (pág. 181).

## Investigaciones
La fiscalía acusó de homicidio inintencional a Paúl Jauregui y Ricardo Loor -dueños de la discoteca-, Margarita Cajo y Edwin Mena -organizadores del concierto-, Gabriel Riera Izurieta - de la banda Vendimia, quien en un video apareció lanzando una bengala-.
Como conclusión del sumario administrativo realizado a los funcionarios y autoridades municipales, “no se encuentra responsabilidad administrativa en la conducta de los servidores sumariados”. Por su parte el Cuerpo de Bomberos alega que los cambios a la discoteca fueron hechos con posterioridad a la fecha de su inspección.
En noviembre del 2009 se dictó sentencia contra Gabriel Riera y Patricia Cajo, de seis y dos meses de prisión respectivamente, pero fue apelada.

## Hechos posteriores
El hecho desató una discusión sobre la discriminación a la cultura roquera y más aún Gótica en el Ecuador. Según el movimiento roquero, la tragedia se produjo debido a la discriminación y prejuicios contra el movimiento, por lo que no se daban las facilidades necesarias para que se organicen conciertos de esta índole en lugares seguros, sino que únicamente han podido organizarlos en lugares apartados y clandestinos.
Se inició una veeduría por parte de integrantes del movimiento roquero, familiares de las víctimas y personeros del cabildo municipal de Quito.

## Monumento conmemorativo
El 26 de junio de 2016 se inaugura oficialmente el espacio denominado Parque de las Diversidades en el lugar mismo de la tragedia. Además de las áreas verdes, el parque cuenta con un monumento en homenaje a los fallecidos en Factory, un área para practicar ‘skate’, una plaza pasiva para actividades como taichí, yoga o capoeira y un ágora para el desarrollo de actividades culturales y artísticas. El proyecto también incluyó la rehabilitación del edificio de la fundación Factory. Durante la inauguración estuvieron presentes los padres y familiares de las víctimas.